# HMS Una (N87)
Le HMS UNA (Pennant number: N87) est un sous-marin de la classe Undile ou Classe U  de la Royal Navy. Il a été construit en 1941 par Chatham Dockyard à Chatham (Angleterre).

## Conception et description
Le Una fait partie du deuxième groupe de sous-marins de classe U qui a été légèrement allongé et amélioré par rapport au premier groupe précédent de la classe U. Les sous-marins avaient une longueur totale de 60 mètres et déplaçaient 549 t en surface et 742 t en immersion. Les sous-marins de la classe U avaient un équipage de 31 officiers et matelots.
Le Una était propulsé en surface par deux moteurs diesel fournissant un total de 615 chevaux-vapeur (459 kW) et, lorsqu'il était immergé, par deux moteurs électriques d'une puissance totale de 825 chevaux-vapeur (615 kW) par l'intermédiaire de deux arbres d'hélice. La vitesse maximale était de 11,25 nœuds (20,8 km/h) en surface et de 10 nœuds (19 km/h) sous l'eau.
Le Una était armé de quatre tubes lance-torpilles de 21 pouces (533 mm) à l'avant et transportait également quatre recharges pour un grand total de huit torpilles. Le sous-marin était également équipé d'un canon de pont de 3 pouces (76 mm) et de 3 mitrailleuses pour la lutte anti-aérienne.

## Carrière
Le sous-marin Una a été posé au chantier Chatham Dockyard à Chatham le 7 mai 1940, lancé le 10 juin 1941 et mis en service le 27 septembre 1941. 
Il a passé la plus grande partie de sa carrière à opérer en Méditerranée à partir du début de 1942, où il a coulé le pétrolier italien Luciana, le navire de pêche italien Maria Immacolata et les navires marchands italiens Ninetto G. et Petrarca. Le Lucania était un pétrolier auquel l'Amirauté avait accordé l'immunité, car il devait servir de navire de ravitaillement pour un navire italien rapatriant des civils d'Afrique de l'Est; le commandant du sous-marin, le lieutenant Martin, était malade et n'avait pas lu le signal de l'Amirauté avant le départ. Il a également endommagé deux voiliers et le navire marchand italien Cosala (l'ancien Serafin Topic yougoslave). Le navire italien endommagé a échoué, mais a été déclaré une perte totale et a finalement coulé pendant une tempête.

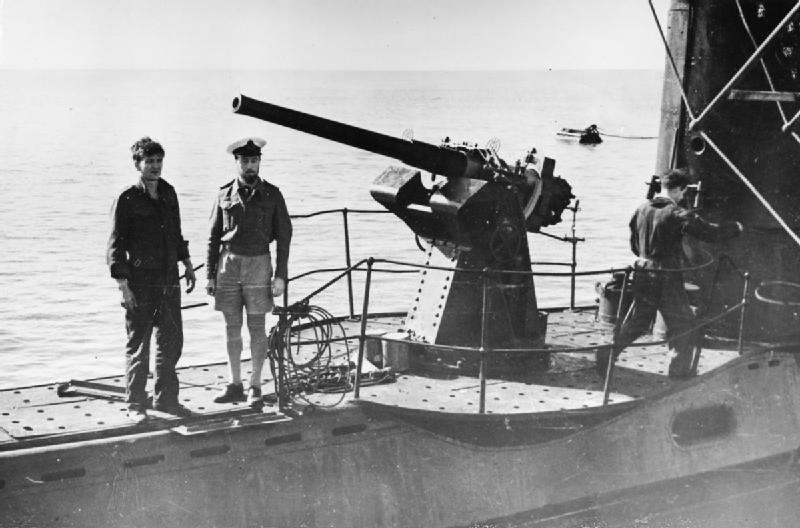
La plate-forme de canon de 3 pouces (76 mm) du HMS Una

Il a été malchanceux à de nombreuses reprises, attaquant sans succès le navire marchand italien Brioni, le pétrolier italien Panuco et le navire marchand allemand Menes.Le Una a également tiré des torpilles contre un navire marchand dans le port de Lampedusa. Les torpilles ont cependant touché les rochers.
D'avril à août 1943, il a été utilisé pour l'entraînement anti-sous-marin après avoir subi un carénage au Royaume-Uni. 
Après la fin de la guerre, il a été désarmé et placé en réserve en novembre 1945. Il a été vendu pour être démoli le 11 avril 1949 et mis au rebut à Llanelly.

## Commandant
- Lieutenant (Lt.) Desmond Samuel Royce Martin (RN) du 7 juillet 1941 au 16 février 1942
- Lieutenant (Lt.) Compton Patrick Norman (RN) du 16 février 1942 à	 novembre 1942
- Lieutenant (Lt.) John Dennis Martin (RN) de novembre 1942 au 29 avril 1943
- Lieutenant (Lt.) Thomas William Lancaster (RN) du 29 avril 1943 au 25 juillet 1943
- Lieutenant (Lt.) William Gordon Meeke (RN) du 25 juillet 1943 à octobre 1943
- T/Lieutenant (T/Lt.) Paul Stamford Thirsk (RNR) de octobre  1943 au 15 février 1944
- Lieutenant (Lt.) Charles Alexander Jacomb Nicoll (RN) du 15 février 1944 au 20 juin 1944
- Lieutenant (Lt.) Arthur George Chandler (RNR) du 20 juin 1944 au 16 août 1944
- Lieutenant (Lt.) Francis Ellis Ashmead-Bartlett (RN) du 16 août 1944 au 9 mars 1945
- T/Lieutenant (T/Lt.) Waldron Murrell Bennett (RNVR) du 9 mars 1945 au 4 mai 1945
- Lieutenant (Lt.) Brittain Buxton (RN) du 4 mai 1945 au 1er décembre 1945

RN: Royal Navy - RNR: Royal Naval Reserve - RNVR: Royal Naval Volunteer Reserve